# Красавино
Красавино (рус. Красавино) град је у Русији у Вологдској области. Према попису становништва из 2010. у граду је живело 7003 становника.

## Становништво
| 1939. | 1959.  | 1970.  | 1979.  | 1989. | 2002. | 2010. |
| ----- | ------ | ------ | ------ | ----- | ----- | ----- |
| 9.100 | 11.186 | 10.880 | 10.336 | 9.535 | 8.211 | 7.003 |